# Chiles en nogada
Chiles en nogada je mexické národní jídlo, které se skládá z papriček poblano naplněných masovou směsí a přelitých ořechovou omáčkou.
Nádivka se nazývá picadillo a kromě plnění papriček se může používat také do tortill nebo tamales. Připravuje se z mletého vepřového nebo hovězího masa, které se na pánvi orestuje a pak podusí s kousky ovoce (jablka, hrušky, banány, broskve, meruňky, ananas nebo rozinky), mandlemi nebo piniovými oříšky, rajčatovým protlakem, mrkví, cibulí, česnekem, podlévá se bílým vínem a dochucuje mletým hřebíčkem, skořicí a římským kmínem. Dříve se do picadilla přidávala také biznaga, tj. kandované plody kaktusů z rodu Ferocactus nebo Echinocactus, ty jsou však od roku 2019 zařazeny na mexický seznam ohrožených rostlin a nesmějí se proto používat pro kuchyňské účely. Směsí se naplní grilované a oloupané papriky, které se v novější verzi receptu mohou také osmažit v trojobalu.
Studená omáčka nogada obsahuje mléko, smetanu, čerstvý sýr, mleté vlašské nebo pekanové ořechy, třtinový cukr a sherry. Bílá omáčka se při servírování posype červenými zrnky granátového jablka a zelenou petrželkou (popř. koriandrem), aby vytvořila barvy mexické vlajky. Chiles en nogada se doporučuje konzumovat při pokojové teplotě. 
Recept pochází z Puebly, kde ho údajně poprvé připravily sestry z místního augustiniánského kláštera (i když zmínky o omáčce z ořechů se objevují ve Španělsku již v 16. století). Původně se papričky s ovocem a ořechy podávaly jako dezert, teprve později se začalo přidávat maso. Podle místní pověsti byl v srpnu roku 1821 pohoštěn chiles en nogada budoucí císař Agustín de Iturbide, když obsadil Pueblu za války za nezávislost. Jídlo má proto národní barvy a je spojeno s oslavami státního svátku Grito de Dolores 16. září. Tento zvyk je podpořen skutečností, že v srpnu a září v Mexiku zrovna dozrávají ořechy a granátová jablka. Pokrm je doporučován lékaři pro vitamín C obsažený v paprikách a mastné kyseliny v ořeších. Spolu s dalšími tradičními mexickými jídly byly chiles en nogada zařazeny v roce 2010 mezi Mistrovská díla ústního a nehmotného dědictví lidstva. Laura Esquivelová zmiňuje tento pokrm ve svém románu Como agua para chocolate.